# 朱祖谋
朱祖謀（1857年—1931年），一名孝臧，字藿生，一字古微，號漚尹，又號彊村，浙江省歸安縣（今湖州市）埭溪人。清末政治人物，进士出身。

## 生平
父朱光第，官鄭州知州。祖謀自幼天资颖异，光緒八年（1882年）中舉，光緒九年（1883年）中癸未科二甲一名進士，同年五月，改翰林院庶吉士。光緒十二年四月，散館，授翰林院編修。歷官會典館總纂、江西副考官。官至禮部右侍郎，兼署吏部侍郎，出為廣東學政，因與總督不和，最後辭官，寓居蘇州，任教於江蘇法政學堂。民国成立後，隐居上海，著述以終。賜諡“文直”。

## 作品
朱祖謀工詞曲，“中歲始填詞”，“融诸家之长，声情益臻朴茂，清刚隽上，并世词家推领袖焉。诗能入品。”詞風近於姜夔、吳文英，與況周頤、王鵬運、鄭文焯合稱為“清末四大家”。
校刻唐宋金元词一百六十余家为《彊村丛书》，輯有《宋詞三百首》、《湖州词徵》三十卷，《国朝湖州词录》六卷，《沧海遗音集》十三卷。民國成立後，作品多懷戀清室之作。
臨死前寫《鷓鴣天》：
忠孝何曾盡一分，年來姜被減奇溫。眼中犀角非耶是，身後牛衣怨抑恩。
泡露事，水云身。任抛心力作词人。可哀惟有人间世，不结他生未了因。